# Goniapteryx elegans
Goniapteryx elegans är en fjärilsart som beskrevs av Butler 1878. Goniapteryx elegans ingår i släktet Goniapteryx och familjen nattflyn. Inga underarter finns listade i Catalogue of Life.